# Obwód Straży Granicznej „Suwałki”
Obwód Straży Granicznej „Suwałki” – jednostka organizacyjna Straży Granicznej pełniąca służbę ochronną na granicy polsko-niemieckiej w 1939 roku.

## Formowanie i zmiany organizacyjne
Rozkazem nr 2 z 16 stycznia 1939 roku w sprawie przejęcia odcinka granicy polsko-niemieckiej od Korpusu Ochrony Pogranicza na terenie Mazowieckiego Okręgu Straży Granicznej oraz przekazania Korpusowi Ochrony Pogranicza odcinka granicy na terenie Wschodniomałopolskiego Okręgu Straży Granicznej, komendant Straży Granicznej płk Jan Gorzechowski utworzył na terenie Mazowieckiego Okręgu Straży Granicznej Obwód Straży Granicznej „Suwałki”. Etat komendy:3 oficerów, 8 szeregowych, 2 samochody, 8 kbk z bagnetem, 8 pistoletów.Tym samym rozkazem, w związku z przekazaniem Korpusowi Ochrony Pogranicza ochrony części granicy południowej Państwa na odcinku  między przełęczą Użocką, a stykiem granicy polsko-rumuńsko-czechosłowackiej, zarządził likwidację Komendy Obwodu Straży Granicznej „Stryj”. Nakazał, by z dniem 1 lutego 1939 Komenda Obwodu „Stryj” wraz z placówką II linii „Stryj” utworzyły Komendę Obwodu „Suwałki” i placówkę II linii „Suwałki”.
Początkowo obwód składał się tylko z komisariatów SG „Filipów” i „Hańcza”. Z dniem 20 lutego 1939 roku w skład obwodu weszły komisariaty SG „Janówka” i „Rajgród”. Z dniem 1 marca 1939 roku na terenie komisariatu SG „Raczki” utworzono placówkę I linii „Witówka”, a nazwę placówki I linii „Gębalówka” zmieniono na „Karolin”. Komisariat SG „Hańcza” przemianowano na Komisariat „Przerośl” oraz komisariat „Janówka” na komisariat „Raczki” .
W kwietniu 1939 roku rozpoczęto formowanie plutonów wzmocnienia w sile 1 oficer i 60 szeregowych. Plutony powstały w komisariatach „Przerośl”, „Raczki” i „Rajgród” . W tym też miesiącu Obwód SG „Suwałki” został podporządkowany dowódcy Suwalskiej Brygady Kawalerii gen. bryg. Zygmuntowi Podhorskiemu. Na krótko przed wybuchem wojny, na polecenie gen. Podhorskiego, komisariaty Straży Granicznej zostały dodatkowo wzmocnione oddziałami Przysposobienia Wojskowego. Jednocześnie rozpoczęto tworzenie grup dywersji pozafrontowej, przeznaczonych do działań sabotażowo-dywersyjnych i wywiadowczych na zapleczu wroga. Organizatorem takich grup na terenie działania Obwodu SG „Suwałki” został nadkomisarz Staniszewski .

## Komendanci obwodu
| stopień   | imię i nazwisko     | okres pełnienia służby | kolejne stanowisko |
| --------- | ------------------- | ---------------------- | ------------------ |
| inspektor | Marian Staniszewski | 9 I 1939 – IX 1939     |                    |

## Struktura organizacyjna
Organizacja odwodu w 1939:
- sztab − Suwałki
- komisariat Straży Granicznej „Raczki”
- komisariat Straży Granicznej „Rajgród”
- komisariat Straży Granicznej „Filipów”
- komisariat Straży Granicznej „Hańcza” (Przerośl)
- placówka Straży Granicznej II linii „Suwałki”